# Río Hondo, Guatemala
Río Hondo är en kommunhuvudort i Guatemala.   Den ligger i departementet Departamento de Zacapa, i den centrala delen av landet, 110 km öster om huvudstaden Guatemala City. Río Hondo ligger 528 meter över havet och antalet invånare är 5 997.
Terrängen runt Río Hondo är varierad. Runt Río Hondo är det ganska glesbefolkat, med 43 invånare per kvadratkilometer. Närmaste större samhälle är Zacapa, 11,9 km sydost om Río Hondo. Omgivningarna runt Río Hondo är en mosaik av jordbruksmark och naturlig växtlighet.